# 明宮鐘
敏貢鐘（緬甸語： [mɪ́ɴɡʊ́ɴ kʰáʊɴláʊɴ dɔ̀ dʑí]）又譯爲明宮鐘、民軍大鐘，位於緬甸實皆省敏貢城。重55,555培塔（ပိဿာ），約當公制90,718公斤。該鐘從1808年開始铸造，完成於1810年，所用材料包括銅、金和銀。2000年之前是世界上可奏响的最重的鐘。

## 历史
1808年由贡榜王朝波道帕耶下令铸造，1810年完成。原本是为敏贡大佛塔而铸造的寺鐘。相传大鐘是在伊洛瓦底江东岸，即首都阿玛拉普拉一侧铸造的，由两艘120英尺（36.58）的大船紧连在一起，将其部件运输至西岸的敏贡，并开凿运河运抵现址。之后筑运河为水坝，在河床内倒入泥土，并随着雨季涨潮提高水位，吊起大鐘。
1839年阿瓦地震时，大鐘遭震落，边缘破损。1896年3月，由伊洛瓦底船队公司募资，用螺旋千斤頂和槓桿将之再度悬起。
自1810年完成之际，敏贡鐘就成为世上最重的可鸣响的鐘。期間的1839年，因地震震落被日本京都知恩院的67噸大鐘超越；1896年復懸，又夺回该名号，1902年被日本大阪四天王寺的114吨大钟超过；1942年，四天王寺大钟被熔化以支援战事，故从这一年直至2000年，敏贡鐘再度为世上第一重的鐘。2000年，被中国河南省平顶山市的中原大佛景区116吨的天瑞吉祥金钟超越。

## 形制
重55,555培塔（90,718或199,999磅）。鐘面上刻有两行缅文，第一行是口诀“敏漂曼曼标”（မင်းဖြူမှန်မှန်ပြော），用以速记其重量。在缅甸语中，这五个音节的辅音都和星期四及数字五相匹配。第二行是缅文数字55555（၅၅၅၅၅）。
外缘直径16英尺3英寸（4.95），周长50.75英尺（15.469）；外高12.0英尺（3.66），内高11.5英尺（3.51）；厚6至12英寸（15—30）；从底部边缘到顶部，总长20.7英尺（6.31）。
大鐘状况良好，仍可敲响。

## 图册

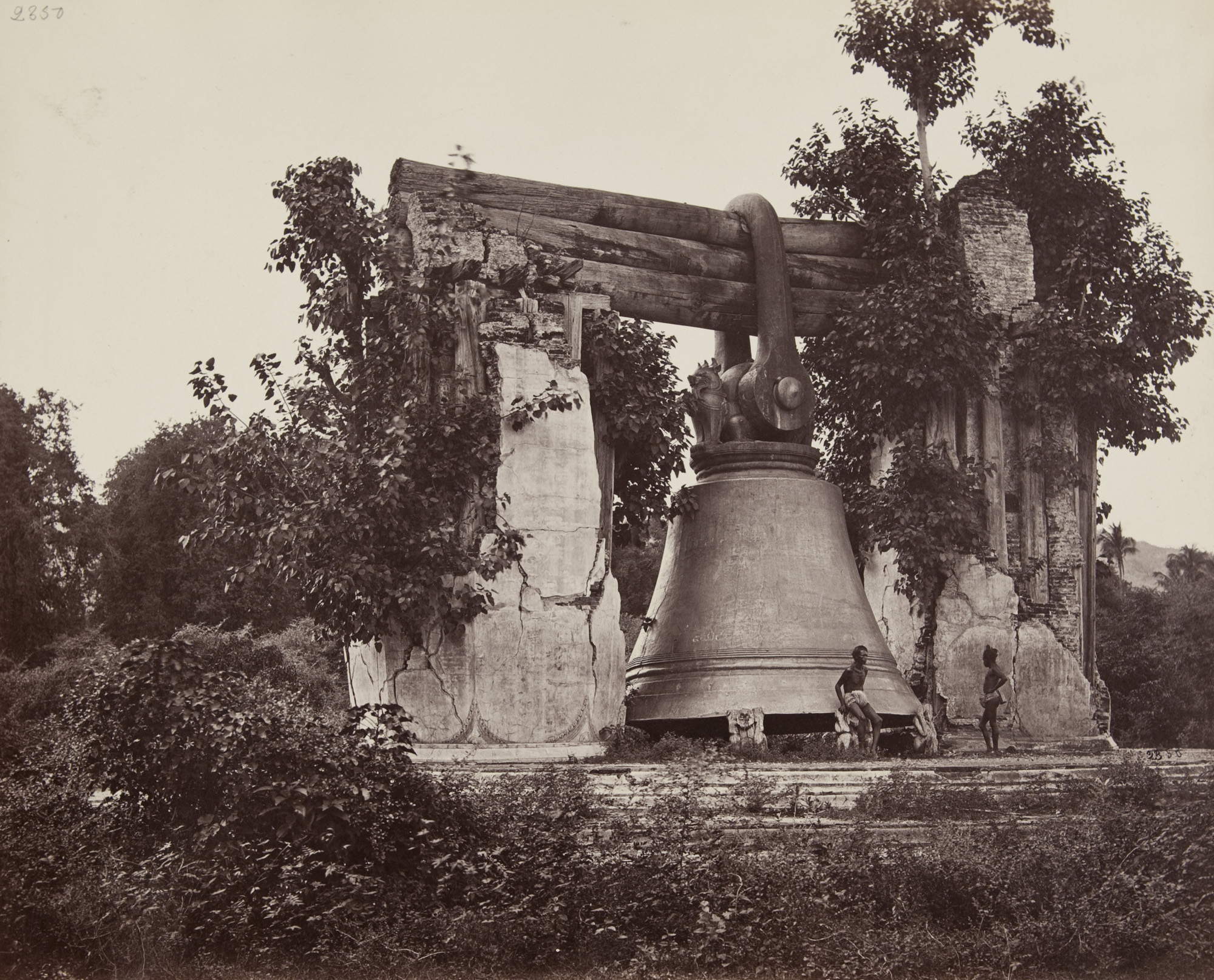
摄于1873年
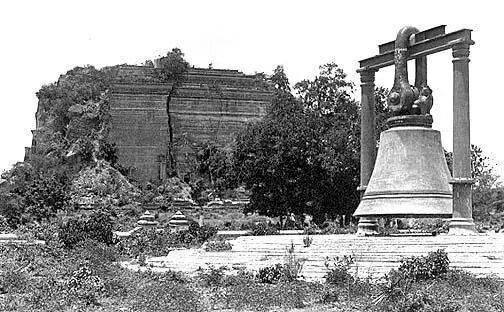
摄于1896年
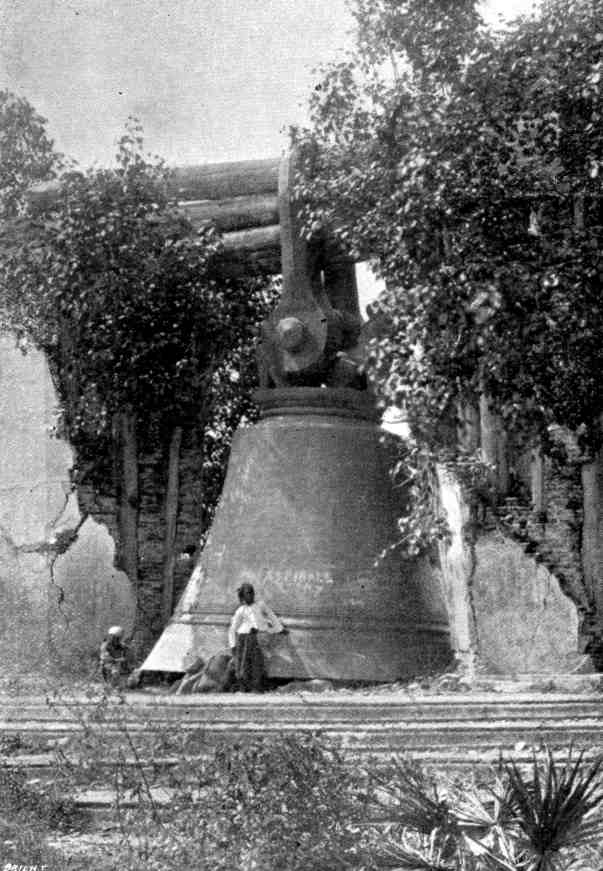
1839年阿瓦地震时，大鐘遭震落。费利斯·比托摄
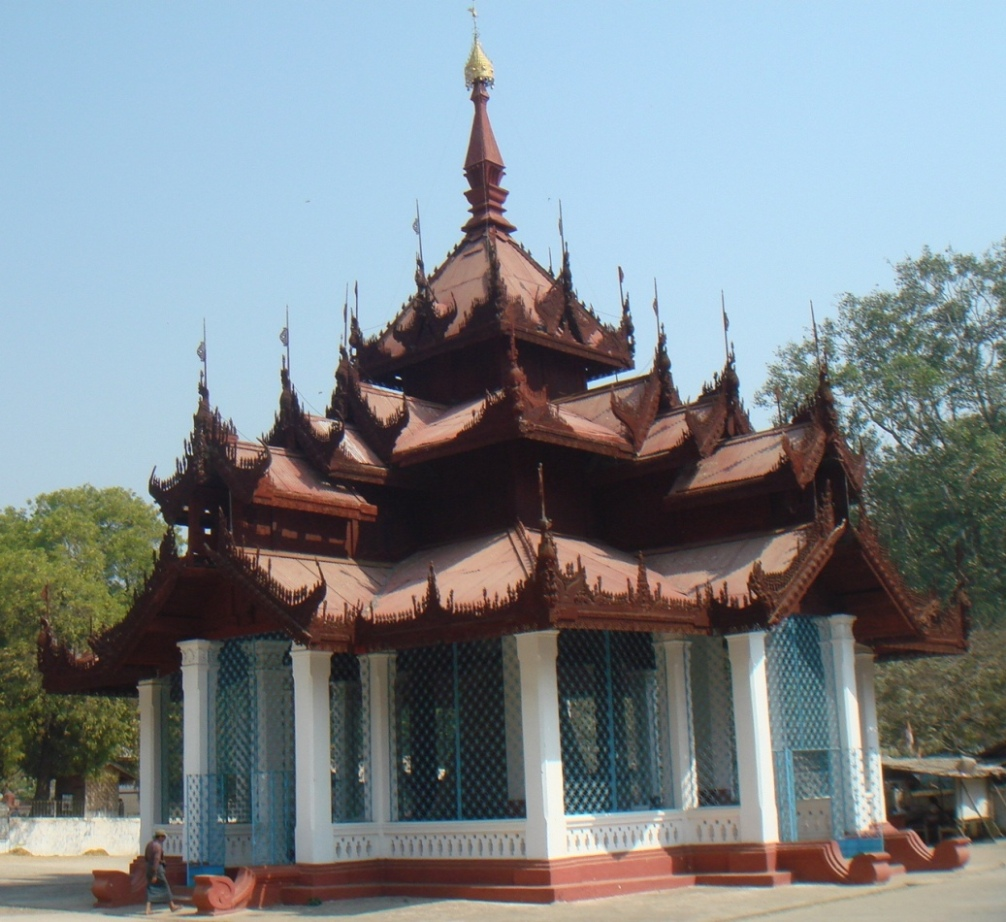
鐘亭
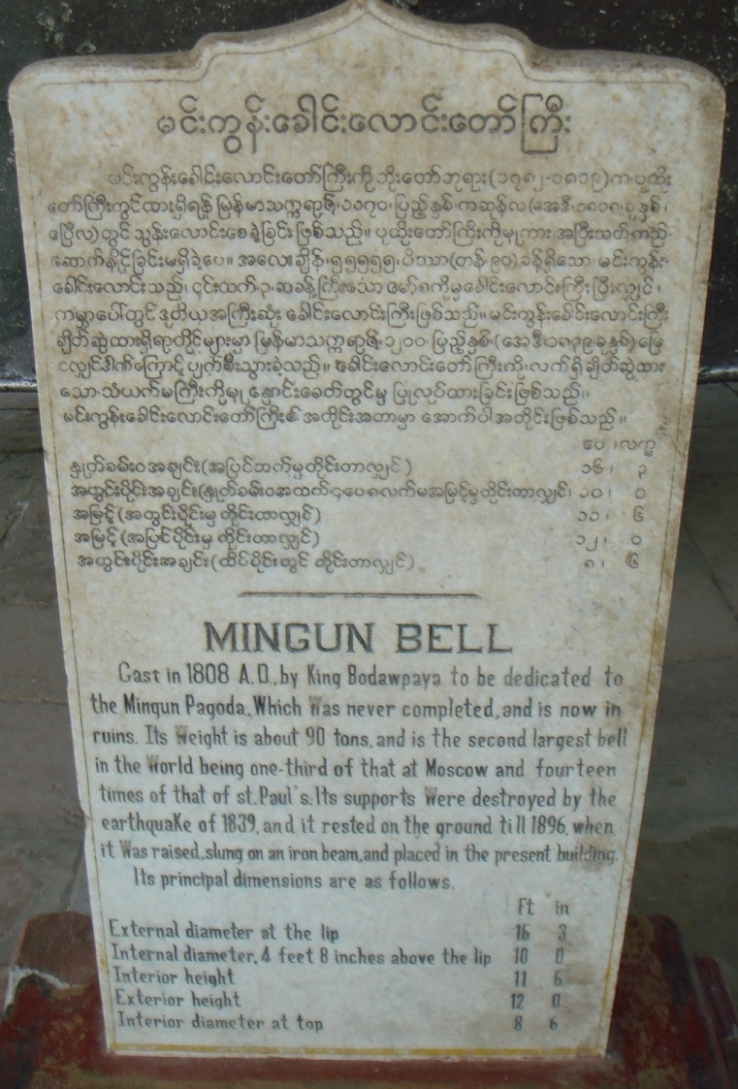
碑记
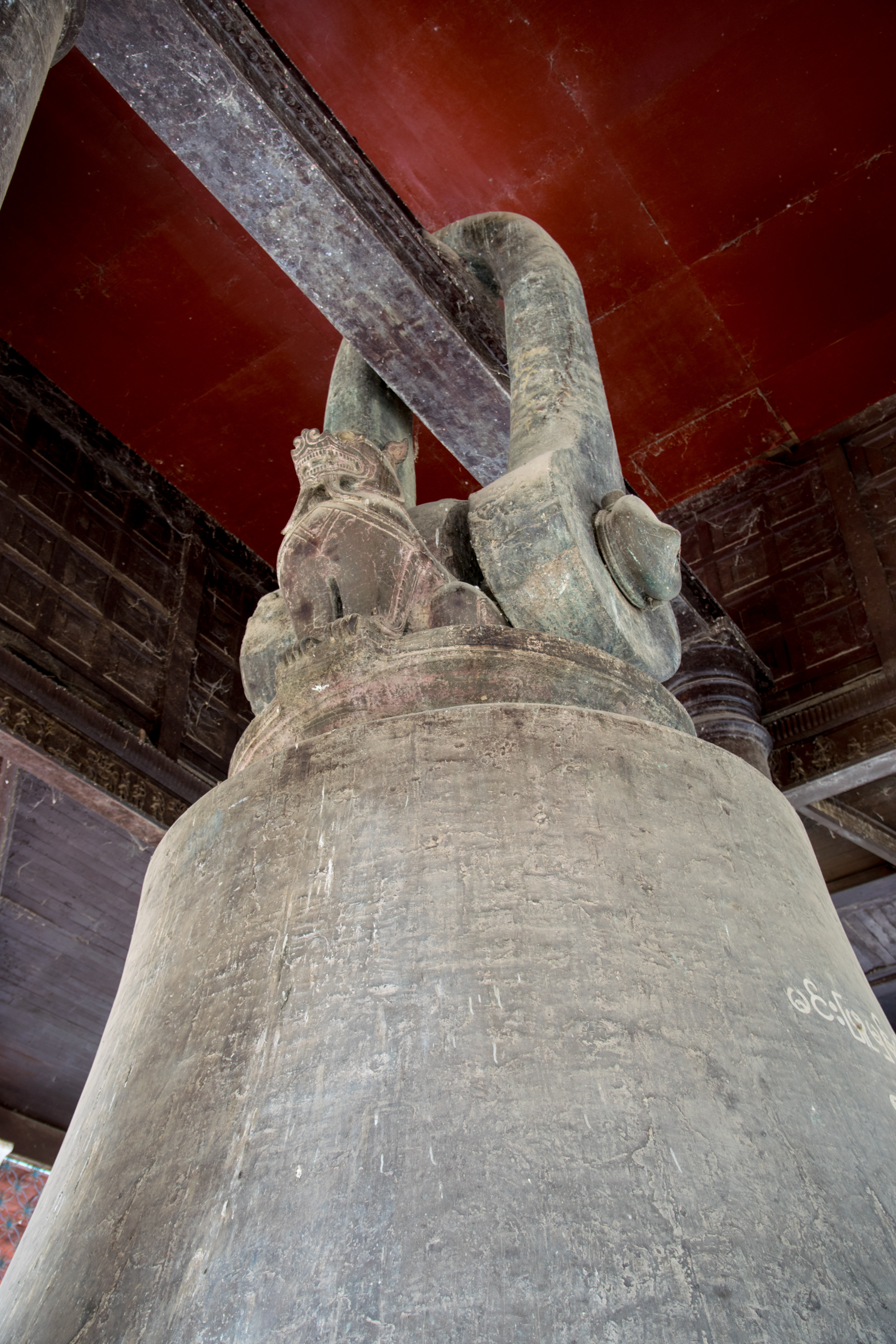
悬挂处细节